# Aritmetische compositie
Aritmetische compositie (Duits Arithmetische komposition, Engels Arithmetic Composition, Frans Composition arithmétique) is een schilderij van de Nederlandse schilder Theo van Doesburg in het Kunstmuseum Winterthur.

## Beschrijving

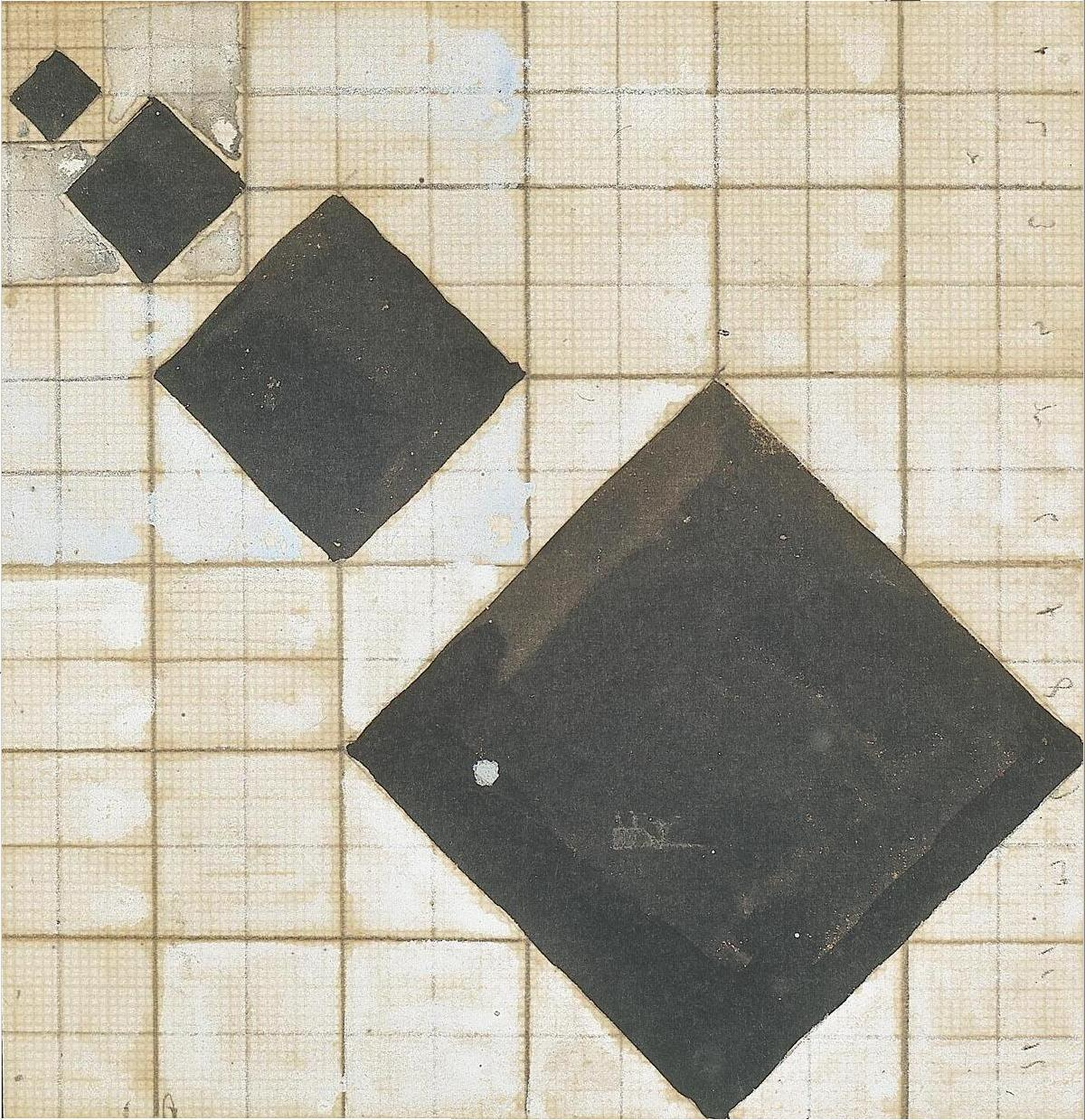
Theo van Doesburg. Studie voor Aritmetische compositie. Ca. 1930. Kröller-Müller Museum.

Het werk kwam tot stand van 1929 tot begin 1930. Het is het op een na laatste schilderij van Van Doesburg (zijn laatste schilderij, uit 1930, Simultane contra-compositie, bevindt zich in het Museum of Modern Art in New York). De compositie is gebaseerd op een raster van 144 vierkantjes, wat goed te zien is op een voorstudie van het werk, dat zich in het Kröller-Müller Museum bevindt. Het beeldvlak is verdeeld in witte en grijze vlakken in een verhouding van 3 : 6 : 12 : 24. Over deze vlakken zijn diagonaal vier zwarte vierkanten geplaatst, waarvan de oppervlakte steeds met een viervoud vermenigvuldigd wordt. Het schilderij is ontstaan naar aanleiding van het werk Zes momenten in de ontwikkeling van vlak naar ruimte (zie hieronder). Het zou kunnen dat Van Doesburg een serie van dit soort rasterschilderijen heeft willen maken.
Hoewel Van Doesburg in 1929 in een artikel in het Zwitserse tijdschrift Neue Schweizer Rundschau beweerde dat De Stijl nog springlevend was, verwijderde hij zich na 1928 steeds verder van de uitgangspunten van de nieuwe beelding en zelfs het elementarisme. De hoofdoorzaak hiervan is waarschijnlijk het uitblijven van enige erkenning voor zijn Aubette-project en de daaropvolgende stelselmatige vernietiging van de interieurs door uitbater Ernest Heitz. Om zich af te zetten tegen het publiek streefde Van Doesburg naar een nog abstractere vorm van kunst, waaruit zelfs het laatste beetje spontaniteit en intuïtie verdwenen was en die zich niet zozeer door de kunstenaar liet vormgeven, maar door wiskundige, en dus universele, maatverhoudingen. Deze principes verwoordde Van Doesburg in het manifest van de door hem in december 1929 opgerichte groep Art Concret.

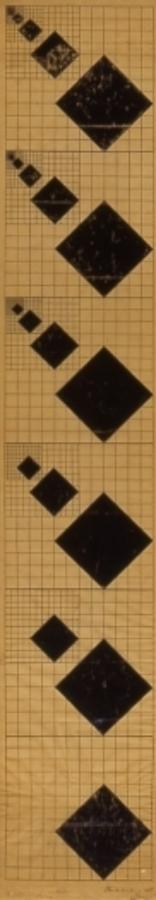
Theo van Doesburg. Zes momenten in de ontwikkeling van vlak naar ruimte. 1926 of 1929. Potlood, Oost-Indische inkt emailverf op transparant papier. 155,5 × 27 cm. Otterlo, Kröller-Müller Museum.

Van Doesburg schreef zijn vriend Antony Kok over dit schilderij:

Mijn laatste doek, waaraan ik reeds heel lang werk is in zwart, wit en grijs; een controleerbare structuur, een vaste oppervlakte zonder toeval of individueele grilligheid, fantasieloos? ja. gevoelloos? Ja. Maar niet geest-loos, niet universeel-loos en evenmin, denk ik leeg, daar het alles is wat in het innerlijk rythme  past: het is zoowel de pyramide als de vallende steen, zoowel de keilsteen over het water als Echo, het is zoo wel de tijd als de Ruimte, het oneindig groote als het oneindig kleine. Rijk dus en niet arm. Ik heb ook in de factuur [breuklijn tussen twee vlakken] dit alles tot uitdrukking willen brengen en kan de geheele beelding in cijfers uitdrukking. Tegenover het intense, matte wit het glanzende, spiegelgladde zwart. Dit schilderij is nog steeds in wording en ik hoop het binnenkort te voltooien.
— Brief van Van Doesburg aan Kok (23 januari 1930).

Van Doesburg gebruikte eerder, voor zijn serie Contra-composities, al millimeterpapier voor zijn voorstudies, maar de vlakverdeling bleef bij deze werken tamelijk willekeurig. In Aritmetische compositie heeft Van Doesburg de verhoudingen op een vrij eenvoudige manier wiskundig berekend en zo een controleerbare structuur gecreëerd voor zijn composities. Zo verdween het laatste beetje 'grilligheid' uit zijn werk.
Waarschijnlijk naar aanleiding van dit schilderij schreef hij op 13 juli 1930 het stuk 'elementarisme', dat pas na zijn dood in het dernier numéro van De Stijl werd gepubliceerd. Hierin staat onder meer:

het procédé van den universeelen vorm berust op berekening van maat, richting en getal. aan de pyramide lag éénzelfde procédé ten grondslag, tot aan de compositie heeft de persoonlijkheid nog eenigen zin, over de compositie heen wordt de persoonlijkheid een paskwil en een obstakel.
— Theo van Doesburg (13 juli 1930).

Aritmetische compositie is met de hand geschilderd, maar Van Doesburg wilde, in verband met de controleerbaarheid, ook de uitvoering van zijn composities tot een mechanische handeling terugbrengen. Hiervoor ontwierp hij rond 1930 enkele composities, die waren bedoeld om te worden gedrukt door middel van clichés. Door zijn voortijdige dood zijn deze ontwerpen echter nooit uitgevoerd.

## Zes momenten in de ontwikkeling van vlak naar ruimte
Van Doesburg schilderde Aritmetische compositie naar aanleiding van het werk Zes momenten in de ontwikkeling van vlak naar ruimte. Dit werk is gesigneerd en gedateerd ‘theo van Doesburg 1926 / Paris’, maar men houdt er rekening mee dat Van Doesburg dit werk antedateerde en dat het pas in 1929 tot stand kwam. Van Zes momenten in de ontwikkeling van vlak naar ruimte bestaan een voorstudie en twee lichtdrukken. Van Doesburg gebruikte het werk als illustratie bij het artikel ‘Film als reine Gestaltung’ (Film als zuivere beelding), dat op 15 mei 1929 verscheen in het tijdschrift Die Form. Deze illustratie heeft als bijschrift ‘Von der Fläche zum Raum. Sechs momente einer raumzeitlichen Konstruktion (mit 24 Variationen). Gestaltung schräger Dimension. Atelier van Doesburg, Paris 1926’. Door de opeenvolgende ontwikkeling van 45° gedraaide vierkanten geeft Van Doesburg de suggestie dat het hier gaat om een filmpartituur, die doet denken aan de rolschilderingen (later film) van Hans Richter uit omstreeks 1919.

## Herkomst
Het werk is in 1937 door Van Doesburgs weduwe, Nelly van Doesburg, aan een privéverzamelaar verkocht. In 2001 werd het door een privéverzamelaar in blijvend bruikleen afgestaan aan het Kunstmuseum Winterthur.

## Tentoonstellingen
Aritmetische compositie maakte deel uit van de volgende tentoonstellingen:
- Produktion Paris 1930. Werke der Malerei und Plastik, Kunstsalon Wolfsberg, Zürich, 8 oktober-15 november 1930 (als Tableau arithmétique).
- Exposition Retrospective Van Doesburg, Parc des Expositions, Parijs, 15 januari-1 februari 1932 (als Composition arithmétique I).
- Société des Artistes Indépendents. 46me exposition, Grand Palais des Champs-Élysées, Parijs, 18 januari-3 maart 1935 (als Composition arithmétique).
- Cubisme and abstract art, Museum of Modern Art, New York, 2 maart-19 april 1936.
- Theo van Doesburg, Stedelijk Museum, Amsterdam, 2-31 mei 1936 (als Composition arithmétique).
- Konstruktivisten, Kunsthalle, Bazel, 16 januari-14 februari 1937 (als composition arithmétique).
- Konkrete Kunst, Kunsthalle, Bazel, 18 maart-16 april 1944 (als composition arithmétique).
- Cantor and Wetzinger collections. 20th-century painting and sculpture, John Herron Art Museum, Indianapolis, 1955.
- Konkrete Kunst. 50 Jahre Entwicklung, Helmhaus, Zürich, 8 juni-14 augustus 1960 (als composition arithmétique).
- De Stijl, Museum am Ostwall, Dortmund, 31 mei-28 juni 1964 (als Arithmetische Komposition).
- De Stijl, Badischer Kunstverein, Karlsruhe, 7 maart-4 april 1965.
- Theo van Doesburg 1883-1931, Van Abbemuseum, Eindhoven, 13 december 1968-26 januari 1969 (als Arithmetische compositie).
- Theo van Doesburg 1883-1931, Gemeentemuseum Den Haag, 8 februari-23 maart 1969.
- Theo van Doesburg 1883-1931, Kunsthalle Neurenberg, Marientor, 18 april-1 juni 1969.
- Konstruktive Kunst, Kunsthalle Bazel, 9 augustus-7 september 1969.
- Aspects historiques du constructivisme et de l'art concret, Musée d'Art Moderne de la Ville de Paris, 3 juni-28 augustus 1977.
- Die Sprache der Geometrie, Kunstmuseum, Bern, 17 maart-13 mei 1984.
- De Stijl 1917-1932. Art and environment of neoplasticism, Sezon Museum of Art, Tokio, 13 december 1997-15 februari 1998.
- De Stijl 1917-1932. Art and environment of neoplasticism, Hyogo Prefectural Museum of Modern Art, Kobe, 21 februari-5 april 1998.
- De Stijl 1917-1932. Art and environment of neoplasticism, Toyota Municipal Museum of Art, Chunichi, 21 april-21 juni 1998.[11]
- Van Doesburg and the International Avant-Garde, 20 oktober 2009-3 januari 2010, Stedelijk Museum De Lakenhal, Leiden (als Arithmetic Composition).
- Van Doesburg and the International Avant-Garde, 4 februari-16 mei 2010, Tate Modern, Londen (idem).